# Weston under Penyard
Weston under Penyard est une paroisse civile et un village du Herefordshire, en Angleterre.